# Loris Kessel
Loris Kessel (Lugano,1 de abril de 1950 — Montagnola, 15 de maio de 2010) foi um ex-piloto suíço de Fórmula 1. Participou de seis grandes prêmios, estreando em 6 de março de 1976. Nunca pontuou em grandes prêmios.

## Biografia
Foi um piloto talentoso dos anos 70, e ainda goza de um grande status de piloto ainda em atividade. Em Lugano, no cantão de Tessino, trabalhou numa oficina especializada em preparação e venda de carros de competições. Dos anos 70 em diante, Loris Kessel foi um piloto eclético: primeiro rally, depois das montanhas, pistas. Pilotou também na Fórmula 3 e Fórmula 2. Depois, deu um grande salto, como piloto de Fórmula 1, tendo como rivais Niki Lauda, Clay Regazzoni, James Hunt, Ronnie Peterson, Mario Andretti. Venceu dois campeonatos suíços, em 1992 e 1993.
Descobre também o fascínio dos bólidos de quatro rodas cobertas, os "Esporte Protótipos". Em 1993 teve grande pariticipação nas 24 horas de Le Mans, e Daytona em 1997. No “Gran Turismo” é protagonista no Trofeo Lamborghini 96/97. Recentemente, participou, na Suíça, do Rally del Ticino, chegando em segundo na edição 2000 e primeiro absoluto, em 2001, a bordo de uma Subaru WRC. O Loris Kessel Racing Team, tem mostrado de excelente maneira uma boa performance no Ferrari Challenge em 2000, dando um successo absoluto com o piloto italiano Paolo Ligresti.